# Die Lösung

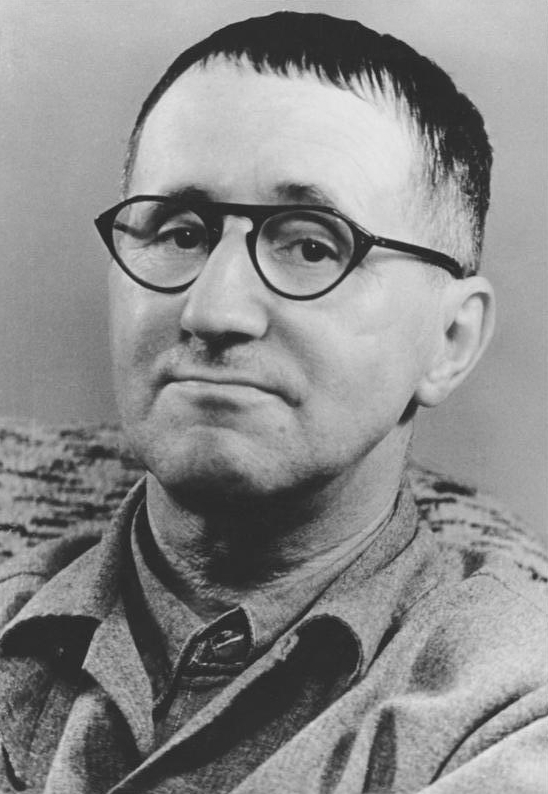
Portrait de Bertolt Brecht.

Die Lösung (La Solution) est un célèbre poème du dramaturge et poète allemand Bertolt Brecht à propos de l'insurrection de juin 1953 en Allemagne de l'Est. Écrit à la mi-1953, il critique le gouvernement et ne fut pas publié à l'époque,,. Il parut pour la première fois en 1959 dans le journal d'Allemagne de l'Ouest Die Welt. Ce poème fait partie du recueil des Élégies de Buckow.

## Contexte
Le 17 juin 1953, en Allemagne de l'Est, des insurrections ouvrières dirigées dans un premier temps contre une hausse des cadences de travail sont réprimées dans la violence avec le soutien de troupes soviétiques. Brecht affirme son soutien au Parti socialiste unifié d'Allemagne (en allemand : Sozialistische Einheitspartei Deutschlands, SED) dans une lettre envoyée à Walter Ulbricht, mais il n'adhère qu'aux valeurs communistes que porte le parti, non aux actes commis par ce dernier.

Lors de la parution de la lettre dans le quotidien est-allemand Neues Deutschland du 21 juin 1953, la phrase suivante est supprimée : 
« Die große Aussprache mit den Massen über das Tempo des sozialistischen Aufbaus wird zu einer Sichtung und zu einer Sicherung der sozialistischen Errungenschaften führen. »
« La grande discussion avec les masses concernant le rythme de la construction socialiste aura pour résultat un filtrage et une consolidation des réalisations socialistes. »
Dans cette phrase, Brecht met en avant l'importance du dialogue avec le peuple pour mener à bien la révolution socialiste.
Neues Deutschland ne publie de cette lettre que la phrase suivante : 

« Je tiens à vous exprimer en ce moment mon attachement au parti de l'Unité socialiste. »

Ainsi, seul est diffusé son message de soutien au régime après le sanglant évènement de l'insurrection de juin 1953, message qui est donc interprété comme un rejet du peuple et un soutien aux représailles violentes de la SED. Cette prise de position faussée fut considérée par les occidentaux comme celle de Brecht pendant de nombreuses années. Néanmoins, Brecht s'oppose avec ferveur à la répression, comme le prouve le poème La Solution qu'il rédige peu après.

## Élaboration
C'est lors de l'été 1953 dans sa résidence secondaire à Bukow que Brecht revient avec son poème engagé La Solution sur les évènements du 17 juin 1953 grâce, notamment, à l'emploi du lyrisme. La formule « Le gouvernement doit élire un nouveau peuple » avait déjà été consignée par Brecht dès les années 1930 dans son carnet personnel, dont il ne reste aujourd'hui que quelques fragments. L'origine du poème est l'article Wie ich mich schäme!,, (« Comme j’ai honte ») de Kurt Barthel, premier secrétaire de l'Union des écrivains de l'Allemagne de l'Est (jusqu'en 1954, puis membre de la direction) et candidat au comité central de la SED paru dans le quotidien Neues Deutschland du 20 juin 1953, dans lequel il s'adresse aux ouvriers : 
« Da werdet ihr sehr viel und sehr gut mauern und künftig sehr klug handeln müssen, ehe euch diese Schmach vergessen wird. Zerstörte Häuser reparieren, das ist leicht. Zerstörtes Vertrauen wieder aufrichten ist sehr, sehr schwer. »
« Vous devrez bâtir beaucoup et bien ; et agir intelligemment à l'avenir, avant d'oublier votre honte. Réparer les maisons détruites, c'est facile. Rebâtir une confiance trahie est très, très difficile. »
Le poème La Solution est donc une référence ironique à cet article.

## Publication
Brecht n'a publié de son vivant que six poèmes des Élégies de Buckow. Die Lösung n'en faisait pas partie. Le poème fut tout d'abord publié dans le journal ouest-allemand Die Welt en 1959, puis lors de la première parution des Élégies de Buckow qui furent éditées en 1964 à Francfort-sur-le-Main.
Helene Weigel, épouse de Brecht, l'a elle-même inclus aux Poèmes de l'édition de 1969.

### Source
- (de) Cet article est partiellement ou en totalité issu de l’article de Wikipédia en allemand intitulé « Die Lösung » (voir la liste des auteurs).